# Mount Borgeson
Mount Borgeson är ett berg i Antarktis. Det ligger i Västantarktis. Inget land gör anspråk på området. Toppen på Mount Borgeson är 618 meter över havet.
Terrängen runt Mount Borgeson är platt åt nordost, men åt sydväst är den kuperad. Trakten är obefolkad. Det finns inga samhällen i närheten.